# Météo-France
Météo-France é o serviço nacional de meteorologia da França. A organização foi estabelecida por decreto em Junho de 1993 e é um departamento do Ministério dos Transportes francês. A Méteo-France está estabelecida em Paris mas muitas de suas operações foram descentralizadas para Toulouse. A Méteo-France tem uma forte presença internacional e o representante oficial francês na Organização Meteorológica Mundial (OMM). A agência tem múltiplos escritórios em seus departamentos ultramarinos, como na Guiana Francesa e em Martinica. Em Reunião, o escritório da Méteo-France é o Centro Meteorológico Regional Especializado oficialmente designado pela OMM para monitorar e seguir ciclones tropicais no Oceano Índico sudoeste.

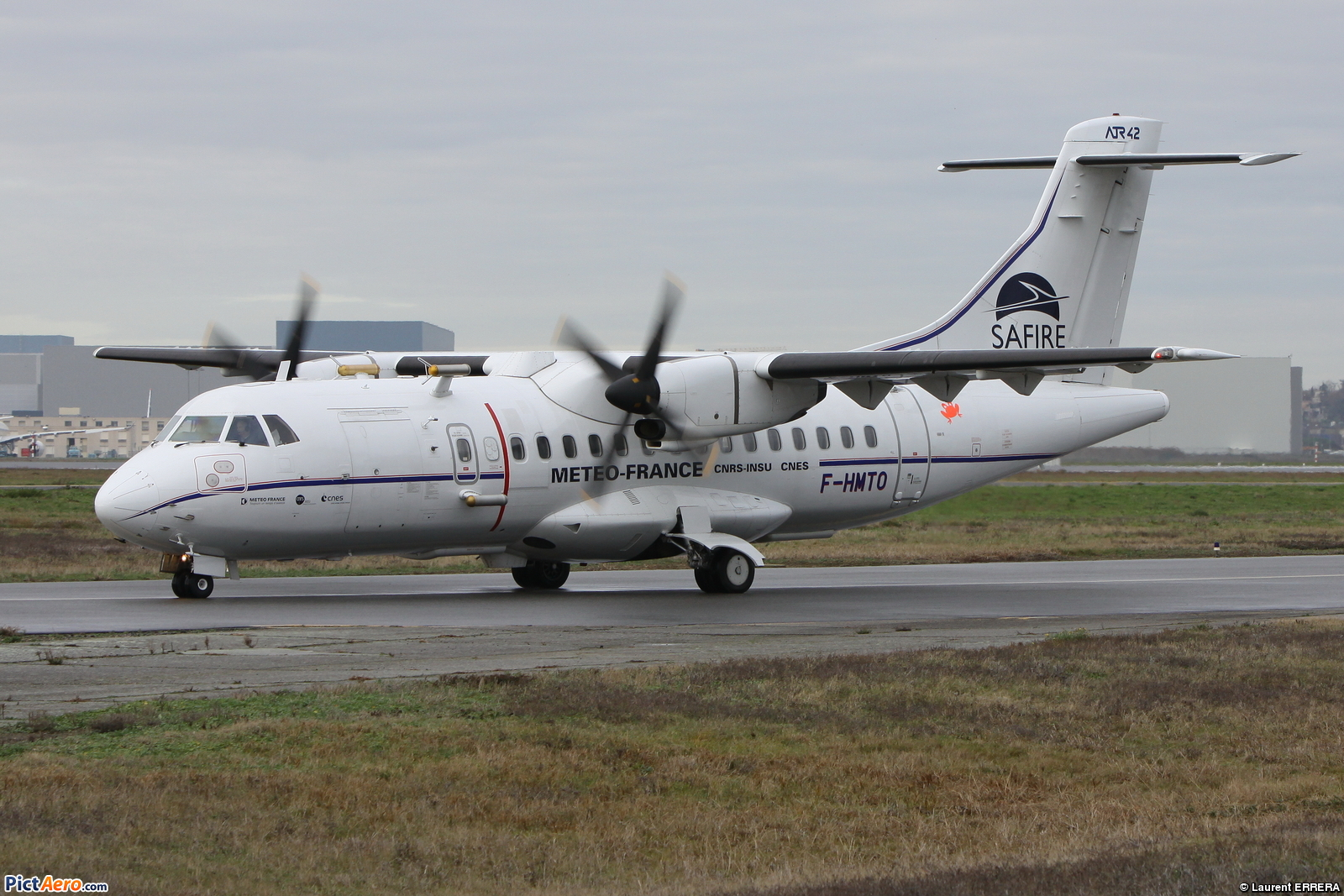
Avião da Météo-France em Toulouse
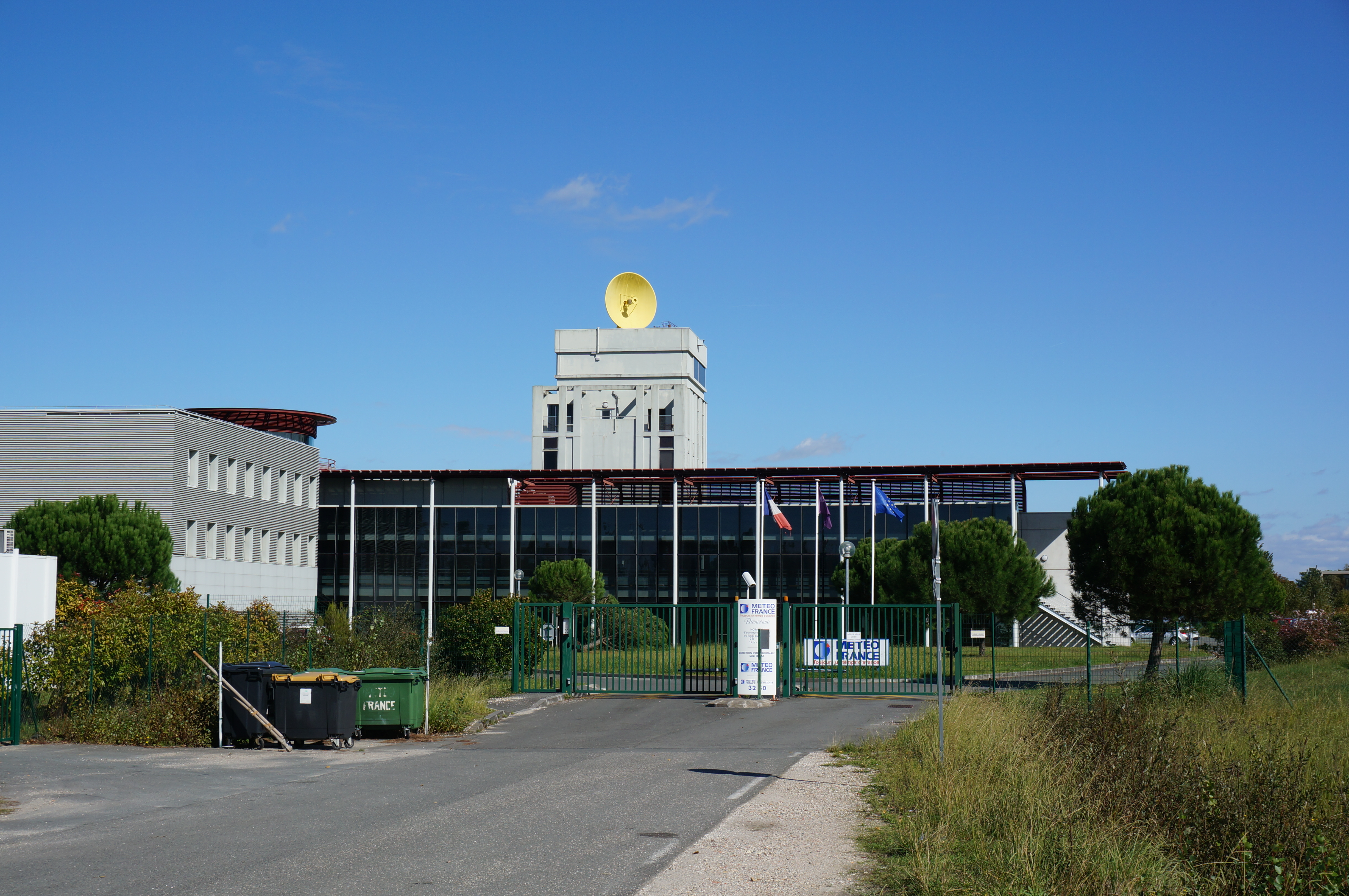
Estação meteorológica da Météo-France em Mérignac (Gironde)